# Juan de Bourbon
Juan de Borbón y Battenberg (născut la moșia San Ildefonso în 20 iunie 1913 — d. 1 aprilie 1993, Pamplona) a fost șeful casei regale spaniole în exil din 1941 până în 1975. A purtat titlu de Conte de Barcelona și a renunțat la drepturile regale în favoarea fiului său Juan Carlos în 14 mai 1977.
Juan de Borbon este fiul regelui Alfonso XIII și reginei Victoria Eugenia de Battenberg. Nașul său de botez a fost regele Carol I al României. Pe 12 octombrie 1935 s-a căsătorit la Roma cu María Mercedes de Bourbon-Două Sicilii; fiul lor a fost botezat „Carlos” chiar în onoarea nașului de botez al lui Juan.
În Spania între anii 1939 și 1975 puterea a fost in mâinile dictatorului Francisco Franco Bahamonde. În 1946 Juan de Borbon locuiește în Portugalia de unde militează pentru instaurarea monarhiei. Mai multe întrevederi cu dictatorul Franco îl conving că acesta nu-i va reda tronul. Dar acceptă să-l trimită pe fiul său Juan Carlos pentru a fi educat în Spania sub tutela dictatorului și cu promisiunea să fie numit de acesta succesor cu titlu de rege.
În 1980 în New York a fost diagnosticat cu cancer de laringe, boală care i-a provocat moartea la 1 aprilie 1993. A fost îngropat în mănăstirea El Escorial.